# Хелмек (Поморське воєводство)
Хелмек (пол. Chełmek, нім. Holm) — село в Польщі, у гміні Стеґна Новодворського повіту Поморського воєводства.
Населення — 290 осіб (2011).
У 1975-1998 роках село належало до Ельблонзького воєводства.

## Демографія
Демографічна структура станом на 31 березня 2011 року:
|          | Загалом | Допрацездатний вік | Працездатний вік | Постпрацездатний вік |
| -------- | ------- | ------------------ | ---------------- | -------------------- |
| Чоловіки | 142     | 39                 | 90               | 13                   |
| Жінки    | 148     | 46                 | 76               | 26                   |
| Разом    | 290     | 85                 | 166              | 39                   |